# Filiano
Filiano (F'liànə in dialetto lucano) è un comune italiano di 2 636 abitanti della provincia di Potenza in Basilicata.
Il comune è stato istituito a seguito delle richieste delle trenta frazioni a nord del comune di Avigliano che chiesero e ottennero l'autonomia comunale nel 1951.

## Geografia fisica

### Territorio
Il comune di Filiano è situato nella zona settentrionale della regione Basilicata e si estende su di un'area di 7 078 ettari, dei quali 3 000 sono aree boschive, 1 047 destinati al pascolo e la restante parte si divide tra zona urbana e zona rurale. Presenta un paesaggio prevalentemente collinare con limitate zone pianeggianti e di montagna. Il suo picco altimetrico è di 1 236 metri, mentre il capoluogo è insediato a 597 metri sul livello del mare. Le aree montuose, poco abitate, vengono utilizzate per il pascolo soprattutto durante la stagione estiva.
Dal punto di vista idrogeologico ricade nel bacino di Atella che comprende diverse fiumare, valloni e rilievi; tra i più significativi il torrente di Sterpito, il torrente Padula Salice, mentre tra i monti vi è Monte Caruso (1 234 metri).
Il paese è situato su una delle colline che chiudono il lato sud della Valle di Vitalba alla quale appartiene, sul pendio est della Serra dei Daini, a una quota di 600 metri.
Confina a nord con i comuni di Atella e Ripacandida, a est con Forenza, a sud con Avigliano e Bella e a ovest con San Fele e Atella.

### Clima
Negli ultimi trent'anni, la media mensile del giorno più caldo a Filiano è stata di 30 °C, la notte più fredda -17 °C. La temperatura più alta si registra nel mese più caldo, agosto, con una media di 22,3 °C, mentre la temperatura media più bassa di tutto l'anno si registra in gennaio, con una media di 3,4 °C. Il clima è caldo e temperato. La piovosità è significativa durante tutto l'anno, anche nei mesi più secchi: ad agosto la media è di 28 mm, mentre il mese più copioso è dicembre, con una media di 78 mm. L'umidità relativa più alta si misura a dicembre (84,13%), a luglio invece quella più bassa (51,48%). In Filiano si registra una temperatura media di 12,2 °C, mentre il valore di piovosità media annuale è di 717 mm.

## Origini del nome
L'etimologia di Filiano deriva dalla parola latina filius, alla quale fu probabilmente aggiunto il suffisso aggettivale -anus, da cui è scaturito il nome Filiano. Il nome proprio Filiano è attestato da alcuni documenti del XVII secolo, i quali menzionano la presenza di un tale cittadino di nome "Filiano" di Pace. La parola divenne identificativa per questa famiglia giunta nell'agro di Filiano, che vedeva la presenza di più esponenti, tanto da assumere l'identificazione di "filiani". La Masseria dei Pace assunse così il toponimo "Contrada delli Filiani", in seguito semplificato in Filiani, sino all'evoluzione definitiva in Filiano.
Da non trascurare la leggenda, benché non testimoniata in alcuna fonte, relativa a una derivazione del toponimo dalla filatura della lana, attività molto praticata nel territorio.

## Storia
Le origini dell'abitato di Filiano affondano le proprie radici nell'età moderna, quando si verificò l'emigrazione di prossimità di numerosi contadini originari di Avigliano, i quali uscirono dall'antico castrum ormai insufficiente per sfamare tutta la popolazione, e concentrarono le proprie attività agricole nei territori al di là della montagna del Carmine, in cui l'estensione dei terreni avrebbe potuto garantire una maggiore produttività.
Sulla spinta della innovativa politica di mercato del nuovo proprietario del feudo di Lagopesole (1531) – nel quale ricadeva l'attuale Comune di Filiano – l'ammiraglio genovese Andrea Doria, si diede il via a una gigantesca opera di disboscamento e dissodamento, tanto imponente da rendere un territorio fitto di boschi un luogo produttivo e redditizio.
Il nuovo feudatario incoraggiava inoltre, grazie a una politica fiscale vantaggiosa, l'arrivo di nuovi coloni per sfruttare al massimo le potenzialità del territorio. Fu così che migliaia di contadini iniziarono a prendere in fitto terreni per pascolo nella Difesa di Monte Caruso e terreni da dissodare più a valle, nell'alta Valle di Vitalba, dove avrebbe visto la luce la borgata di Filiano.
La massiccia attività di dissodamento nell'agro di Filiano fu attuato dalla famiglia Pace, la quale per distinguersi dalle altre delle stesso cognome assunse l'identificazione di "Filiani": Sabia definisce i membri di questa famiglia come molto legati - che li faceva somigliare a figli di un solo padre - del resto l'etimologia della parola filius riporta al concetto di figlio. Costituiva una sorta di comunità in cui vigeva la condivisione di ogni attività e mezzo.
La famiglia Pace, affittuaria dei terreni e nella medesima condizione di altre famiglie coloniche, acquisì la «facoltà di raccogliere legna, tagliare alberi, allevare buoi [...] e potevano prelevare i legnami per costruire o rifare le baracche di legno». Questa facoltà, riconosciuta in origine dal principe, rappresenta lo snodo cruciale del fenomeno, poiché i numerosi coloni aviglianesi giunti nella valle iniziarono progressivamente a rendere più stabile la propria presenza sul territorio attraverso l'edificazione delle prime capanne e tuguri, che costituiranno il nucleo originario dell'abitato di Filiano: si tratta della Masseria dei Pace – Filiano.
Anche se le condizioni di vita erano molto misere, a causa degli affitti e degli usi da pagare ai proprietari e al feudatario, i filiani iniziarono a condurre la propria esistenza nelle aree rurali, tra i campi e le vigne, facendo rientro nei ripari solo al crepuscolo. Si acuì progressivamente il distacco con la terra natia, alla quale ci si recava ormai solamente per alcune faccende burocratiche.
Il borgo acquisì dunque il proprio spazio all'interno del vasto territorio comunale, affermandosi come la più grande frazione di Avigliano, difatti il Dizionario geografico-storico-statistico del 1858 menziona un villaggio di nome Filiani con una popolazione di 400 abitanti.
Filiano dunque rappresenta una realtà tipicamente contadina sviluppando i suoi insediamenti abitativi attorno alla masseria di campo. Ha mantenuto inoltre la vocazione agricola nel tempo, confrontandosi con le difficoltà dei rapporti feudali e attraversando fenomeni contraddittori come il brigantaggio e l'emigrazione.
In seguito all'unificazione, gli atavici problemi del Meridione esplosero: la terra insufficiente, i conflitti con la borghesia agraria, la poca uniformità del territorio indussero i contadini alla rivolta contro il nuovo potere. Le aree rurali di Avigliano costituirono punti strategici per i ribelli e, in particolare, l'agro di Filiano fu interessato da numerosi episodi briganteschi.
Sconfitto il brigantaggio, i mali endemici della regione, piuttosto che debellati, si acuirono e la triste sorte per braccianti, coloni e piccoli proprietari terrieri dell'agro di Avigliano fu l'emigrazione: migliaia di persone abbandonarono la terra natia alla volta delle Americhe.
La tragedia delle due guerre mondiali del XX secolo ebbe naturalmente ripercussioni anche su Filiano il quale, come altri centri meridionali, pagò un prezzo molto alto in termini di vite umane perdute sui fronti bellici. Sulle macerie della seconda guerra mondiale si sviluppò un enorme sentimento di rivalsa e di partecipazione, i cittadini ripresero a discutere dei problemi economici e sociali, dando vita a organizzazioni contadine e politiche. A Filiano l'impulso democratico e partecipativo si trasformò in desiderio di rendersi autonomo da Avigliano.
Nel 1946 un gruppo di insegnanti locali, guidati da Angelo Raffaele Pace, costituirono il Comitato Promotore per l'autonomia, un organismo civico senza bandiere di partito, con l'ambizioso obiettivo di condurre Filiano alla separazione da Avigliano. Sposò la causa degli autonomisti di Filiano l'autorevole senatore Vito Reale, il quale rappresentò per il Comitato una forte legittimazione politica agli occhi dell'opinione pubblica nazionale.
Il percorso si rivelò lungo e impervio a causa dell'opposizione del capoluogo comunale e della farraginosa macchina burocratica, pertanto i protagonisti dell'iniziativa non si arrestarono fin quando il Decreto del Presidente della Repubblica del 10 marzo 1951 istituì il Comune di Filiano (D.P.R. 10-03-1951 in G.U. nº 210 del 13-09-1951).

### Brigantaggio
Quirino Bianchi nel testo "Vita di Ninco-Nanco: brigante sanguinario di Avigliano in Basilicata" alla pagina 154, riporta delle testimonianze riguardanti il periodo del brigantaggio ad Avigliano. Ecco alcuni esempi:
"Notamento approssimativo, esistente nell'Archivio municipale di Avigliano, dei briganti fucilati e di quelli uccisi in azione nel territorio di Avigliano dal 13 agosto 1861 alla morte di Ninco-Nanco.
13 agosto 1861. Due briganti ignoti, uccisi in azione alla Serra dei Daini.
1 settembre 1861. Ferrara Scazzotta fucilato a Filiano.
21 maggio 1862. Due briganti ignoti uccisi nell'attacco alla Toppa, al quale presero parte soldati e guardia nazionale.
28 settembre 1862. Giuseppe Papariello di Vietri, preso nell'attacco che la 16ª compagnia e la cavalleria Mennuni ebbero contro i briganti in vicinanza d'Escalunga, è fucilato al Castello di Lagopesole."

#### Iscalunga
Nella masseria di Iscalunga si riunivano le bande di Carmine Donatelli Crocco. Fu un luogo di brigantaggio anche per altri accadimenti.
Lo storico Pace, cita Iscalunga come luogo nelle mani dei briganti: «i briganti rimanenti si trovavano in contrada detta Iscalonga, d'onde sarebbe stato facile a' Piemontesi di cacciarli».
Giuseppe Bourelly, riporta un inseguimento del capitano Della Chiesa nel 1863, quando i briganti, «dopo aver fatto una scarica a grande distanza, si posero in fuga tentando prendere la via che mena a S. Giorgio o quella che tende a S. Ilario, fra il Castello di Lagopesole e la masseria Iscalonga."
Il 30 maggio 1864 un telegramma del delegato di Avigliano al Prefetto di Potenza annunciava: «Guardia Nazionale e Carabinieri di Avigliano appostati Iscalonga […] ponevansi fuga facendo prigioniero un brigante […] capo-brigante Malacarne è rimasto pure morto per parte cavalleggieri».

#### Ponte Cerasale
Per la sua posizione strategica, sul Ponte Cerasale si registrano diverse imboscate dei briganti, infatti Giuseppe Bourelly scrive: «Spesso [i briganti] si giovano dei ponti. Così sul ponte Ceresale che attraversa la fiumara d'Atella successero vari scontri, varie grassazioni, e qui è inguadabile il fiume e incassato; e una serie di alture raggruppate ad oriente della strada sono favorevolissime a nascondere i predoni fugati, e una pianura di circa mezzo chilometro ad occidente si presta alle scorrerie ed agli attacchi; né mancano tutt'intorno boschi folti come sono quelli di Lago Pesole, di S. Ilario, delle Maurelle, di Bucito.»
Carmine Donatelli Crocco (considerato il massimo esponente del brigantaggio lucano), per controllare meglio il territorio, divise la sua banda in 44 comitive guidata ognuna da un capo-brigante, assegnandole una diversa zona. Il Ponte Cerasale fu affidato alla banda del capo-brigante Ninco-Nanco.
Nelle cronache si fa menzione di due scontri avvenuti l'11 e il 15 di aprile 1862 sul Ponte Cerasale e nel bosco di Monticchio, a cui probabilmente partecipò anche Crocco.

### Testimonianze archeologiche
La configurazione geomorfologica dell'area di collocazione del comune di Filiano ha favorito, in epoche remote, lo sviluppo di insediamenti umani testimoniati da elementi archeologici di notevole valore. Importantissima è la presenza del monte Vulture, un antico vulcano quaternario che, attraverso la sua imponente attività geologica, ha favorito un ottimale assetto geomorfologico (ad esempio la presenza del bacino di Atella) e lo sviluppo di flora e fauna diversificata che conseguentemente hanno contribuito la frequentazione umana di queste aree poiché intrise di elementi primari di sussistenza.
Testimonianze di insediamenti preistorici sorgono nell'area di Atella, Valle di Vitalba e del Vulture, zone ricche di apporto idrico e bacini lacustri. Di seguito verrà fatto un breve excursus delle varie testimonianze archeologiche seguendo una linea cronologica che parte dal Paleolitico fino all'età medievale:
- Nella frazione di Inforchia (comune di Filiano), Borzatti e Stoduti testimoniano la presenza di industria litica riferibile al Paleolitico Inferiore, classificata come industria di tipo acheuleano. Questa località costituiva uno dei terrazzi dell'antico bacino di Atella, probabilmente quello posto a quota più elevata. All'industria acheuleana si aggiungono manufatti di tipo Levallois-Musteriano. La materia prima utilizzata è prettamente la quarzite lavorata sia in modo grossolano sia con una certa cura, differentemente la selce è più difficile da associare a intervento umano. Altre sono le località all'interno del comune di Filiano in cui è stata individuata presenza di industria litica: Cugno delle Monache, Scavariello, Don Ciccio, Macchia, Zignalardo e Palladino. L'area ha attirato fortemente la presenza di cacciatori-raccoglitori data la presenza di un lago Pleistocenico (il bacino di Atella citato precedentemente) il quale favoriva la presenza di fauna. La stessa industria litica è testimonianza indiretta di insediamenti umani probabilmente occasionali (esclusivamente per la caccia).
- La coltre forestale, oggi fortemente ridotta, del monte Vulture si estendeva fino a Lagopesole, stesso luogo in cui è ubicato il Riparo Ranaldi (frazione Carpini). Nel 1972 venne istituita la Riserva Naturale Antropologica "I Pisconi", di demanio statale, che ha appurato l'importanza storico-archeologica dell'area. Il Riparo, che al suo interno presenta delle pitture rupestri uniche nel loro genere in Basilicata e rinvenimenti di industria litica, è testimonianza diretta del passaggio umano in questa zona. Il sito, presenta una sequenza cronologica che spazia tra il Mesolitico (industria litica), Neolitico (presenza di frammenti ceramici) e prima età del rame.
- Nel 1999 è stata rinvenuta, presso Inforchia, un'antica pietra tombale risalente a epoca romano-imperiale. La lastra presenta un'iscrizione latina e fungeva da coperchio per un sarcofago.
- Altro sito di notevole interesse collocato all'interno del Comune di Filiano, e ubicato relativamente a poca distanza dal Riparo Ranaldi, è il sito medievale di Acer Montis anch'esso inserito all'interno della Riserva Naturale Antropologica "Agromonte Spacciaboschi" che prende il nome dal sito stesso (istituita nel 1972). A oggi è possibile osservare la presenza delle rovine della chiesa, della rocca o fortilizio (definito da Giustino Fortunato "bicocca") e delle probabili mura circondariali.

### Simboli

#### Stemma
Lo stemma è stato concesso con decreto del presidente della Repubblica del 4 ottobre 1955 con la seguente blasonatura:
(D.P.R. 4 ottobre 1955)

#### Gonfalone
Lo stesso decreto, firmato dal presidente Gronchi, concesse inoltre il gonfalone, così descritto:
(D.P.R. 4 ottobre 1955)
I simboli ricalcano i tratti distintivi del Comune di Filiano, su tutti le spighe di grano, inequivocabile emblema dell'operosità agricola del centro.

## Monumenti e luoghi d'interesse

### Luoghi di Interesse storico-archeologico

#### Riparo Ranaldi

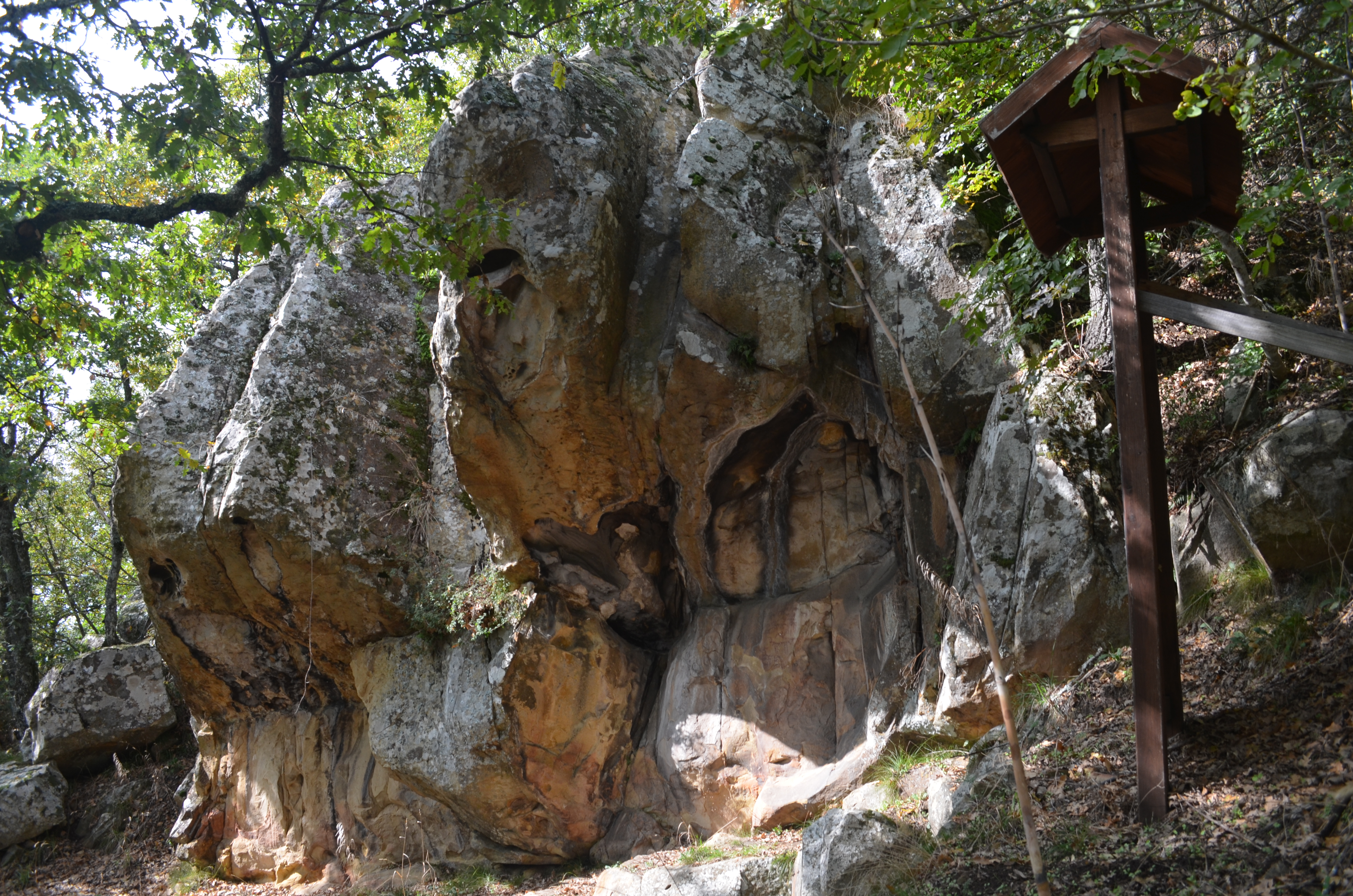
Riparo Ranaldi

In contrada Càrpini è presente un riparo sotto roccia con pitture rupestri scoperto nel 1965 dall'archeologo Francesco Ranaldi.

#### Sito medievale di Agromonte
Presso la frazione Scalera si collocano le rovine di un insediamento risalente all'epoca medievale: Acermontis. L'insediamento è ubicato nella Riserva Naturale Antropologica "Agromonte Spacciaboschi" istituita dallo Stato nel 1972 allo scopo di salvaguardare l'integrità del sito.

##### Storia
Le testimonianze più antiche di tale insediamento risalgono al 9 giugno 1152, in un breve pontificato di papa Eugenio III che enuncia i casali e le parrocchie comprese nella giurisdizione ecclesiastica del vescovo di Rapolla.
Definito come "Domus Acrimontis", (con il termine domus in età federiciana si intende un edificio fortificato atto a funzionare da residenza provvisoria o di svago), era sotto la gestione di "homines Florencie" (di Forenza). Gli avvenimenti storici che hanno interessato la Valle di Vitalba tra il XII e XIII secolo sono stati analizzati da Giustino Fortunato: il territorio, che gode di una particolare posizione strategica, fu luogo di vari insediamenti feudali. Nel suo volume "Catalogo dei Baroni", Fortunato riporta che sotto il regno di Guglielmo I e Guglielmo II la Valle di Vitalba comprendeva i feudi di Agromonte, Armaterra, Lagopesole, Montemarcone, Rapone, San Fele, Badia di Monticchio e Vitalba.
L'abbandono dell'abitato si colloca ipoteticamente nei decenni successivi al 1348, precedendo di poco la fondazione di Rionero in Vulture e di Ripacandida. Fortunato sottolinea come dal 1240 al 1246, durante anni di sommosse, ci furono vari stravolgimenti nella regione. Solo intorno al XIII secolo a seguito di una carenza nella rendita annuale, i feudi persero la loro posizione di privilegio. A questo fece seguito una notevole variazione dell'assetto politico, geografico e demografico dell'intera area. Del feudo di Agromonte rimase solo una piccola domus con poche decine di abitanti, i quali, nel 1330 sotto Giovanni d'Angiò accorsero a popolare Atella abbandonando definitivamente l'abitato.
Infine, Fortunato sosteneva che questo castrum era in comunicazione con il vicino castello di Lagopesole (anch'esso una domus) attraverso un condotto sotterraneo, ipotesi mai verificate nella realtà.

##### Descrizione del patrimonio
A oggi si osserva la presenza delle rovine della chiesa, della rocca o fortilizio (definito da Fortunato "bicocca") e delle probabili mura circondariali.
L'ipotetica chiesa, allo stato attuale, è riconoscibile attraverso la muratura che, ridotta al solo basamento si fa "spazio" attraverso la vegetazione. È possibile riconoscere la pianta della stessa, rimasta intatta seppur parzialmente solo in una parte, digradando di dimensioni fino al raggiungimento di soli massi di crollo coperti da vegetazione. La chiesa è caratterizzata, nella sua parte terminale, da un'abside la quale è riconoscibile arrivando dal sentiero principale. Intorno alle rovine appaiono massi di crollo sparsi in tutto il perimetro e lungo il pendio, tali massi potrebbero essere parti della chiesa stessa. 

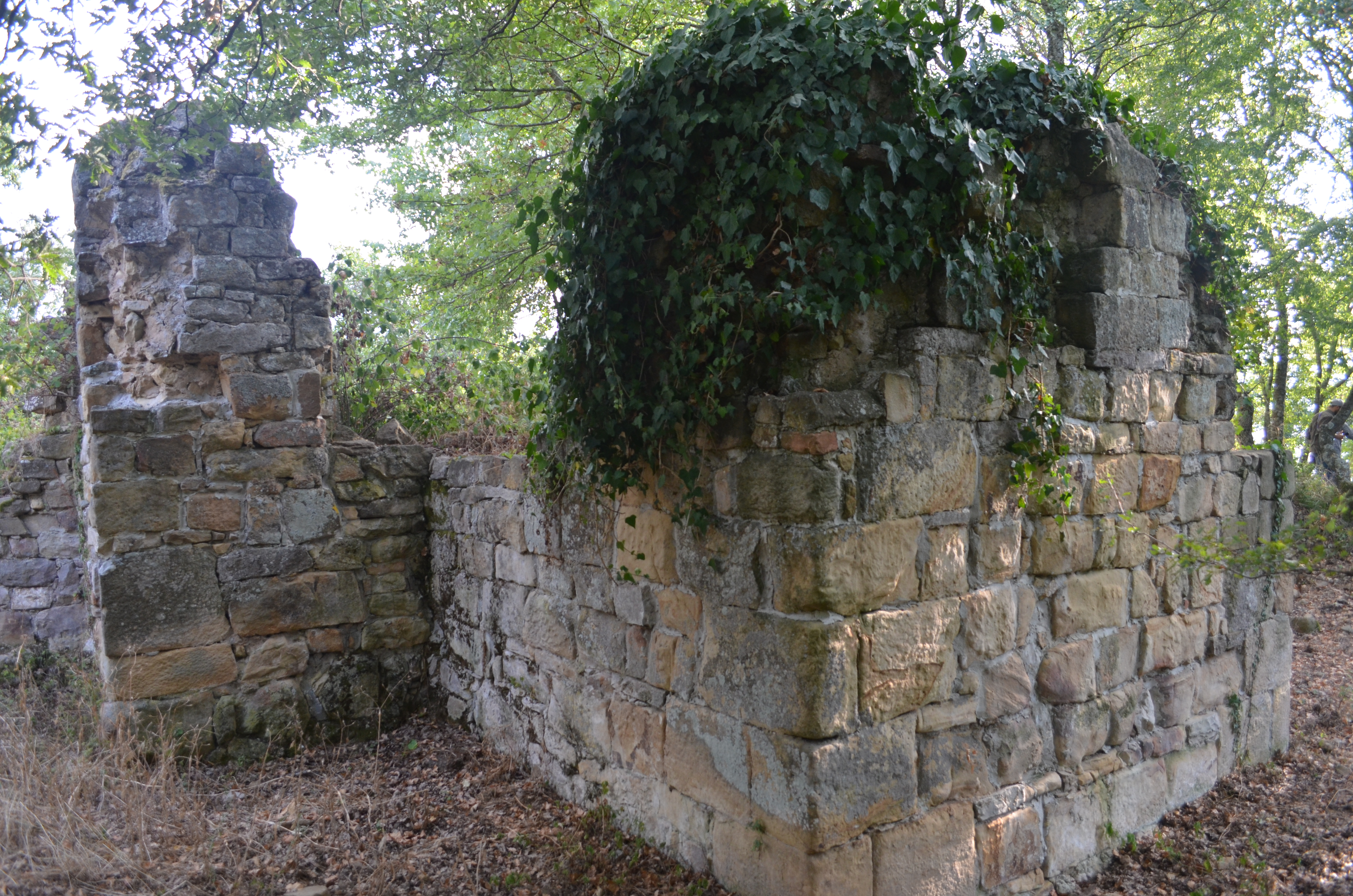
Le rovine della chiesa del sito medievale di Agromonte

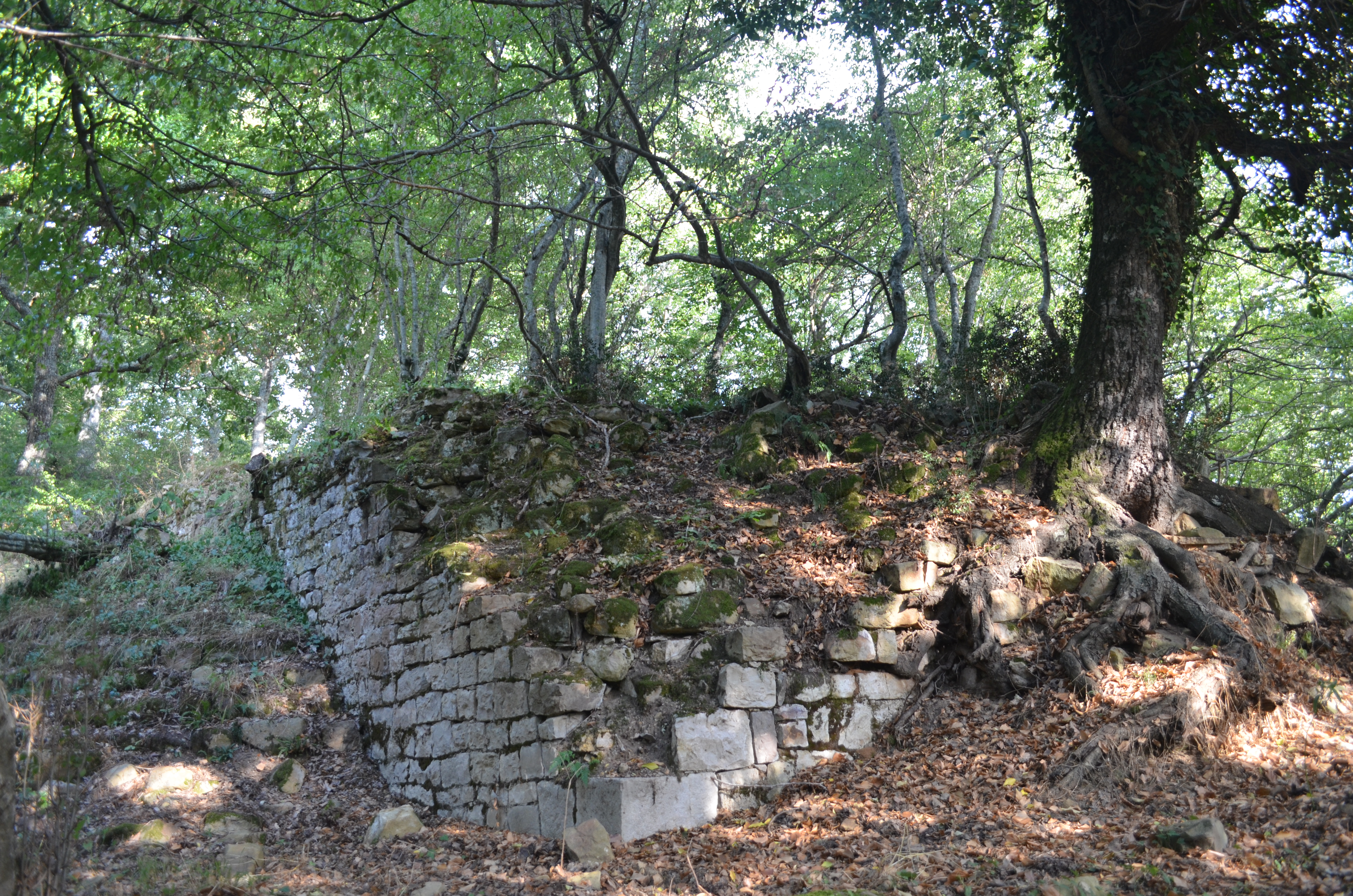
Le rovine della bicocca del sito medievale di Agromonte

La bicocca è circondata da fitta vegetazione. Si presenta di dimensioni contenute rispetto alla chiesa, tuttavia lo stato di conservazione è estremamente precario ed è pertanto difficile poterla descrivere. La muratura conservatasi solo nella parte basamentale è caratterizzata da blocchi squadrati apparentemente omogenei. Le restanti parti appaiono collassate e coperte di vegetazione, muschi e arbusti.
L'area che circonda queste costruzioni appare caratterizzata dalla presenza di grossi massi sparsi lungo tutto il perimetro di collocazione dell'antico abitato, residui ipotetici delle antiche mura circondariali.

### Riserve antropologiche

#### Riserva naturale antropologica "I Pisconi"
La Riserva naturale antropologica "I Pisconi" è stata istituita dallo Stato nel 1972 con lo scopo di salvaguardare l'interesse naturalistico e archeologico dell'area di pertinenza della stessa.

#### Riserva naturale antropologica "Agromonte Spacciaboschi"
La Riserva Naturale Antropologica "Agromonte Spacciaboschi" è una riserva istituita dallo Stato con decreto ministeriale del 29 marzo 1972 allo scopo di salvaguardare un sito di notevole interesse storico: il sito medievale di Agromonte. Le visite guidate sono effettuate previa richiesta inoltrata al Reparto Carabinieri Biodiversità di Potenza e ogni accesso per motivi di studio, turistico o di ricerca deve essere effettuato previa autorizzazione.
Essa appartiene alla foresta demaniale di Lagopesole e comprende uno dei terrazzi che dominano la Valle di Vitalba verso la quale degrada dal lato di levante. Occupa una superficie di 71 ha e un'altitudine di 751 m s.l.m. La riserva si colloca presso la frazione di Scalera.
Il bosco è costituito in prevalenza da specie quali cerro e roverello, con sottobosco di biancospino, carpino bianco e corniolo. La fauna presente è quella tipica dei boschi appenninici: sono presenti cinghiali, tassi, lepri, volpi e ricci e numerose specie di uccelli rapaci sia diurni sia notturni. Tra l'avifauna troviamo anche il picchio, il pettirosso, l'usignolo, l'upupa e la ghiandaia.

### Foreste demaniali
- Bosco del Principe Doria
- Foresta di Lagopesole
- Bosco di Monte Caruso

### Architetture religiose

#### Chiesa di San Giuseppe

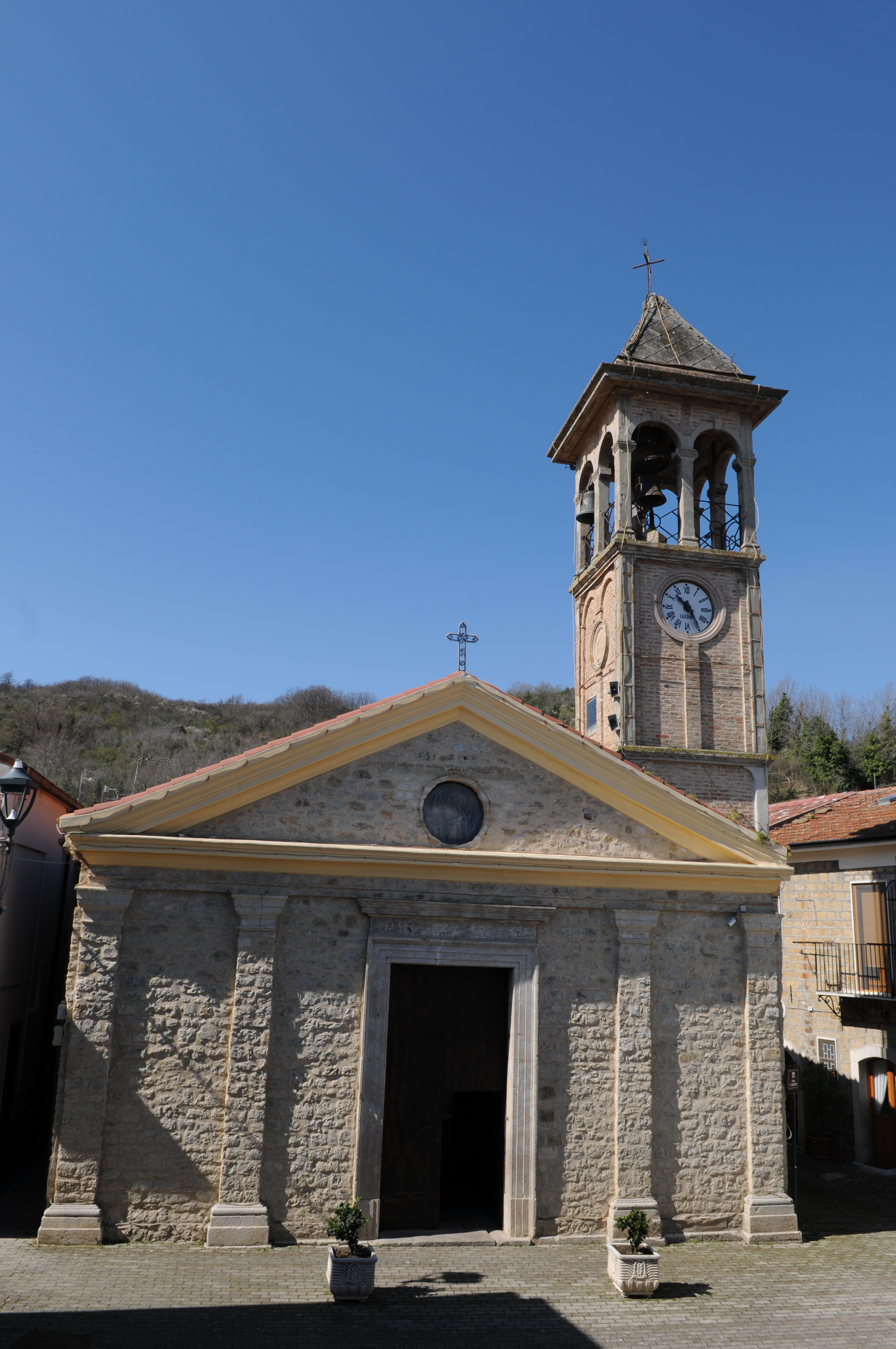
Chiesa di San Giuseppe

Già nel 1830 si hanno ricordi di un'antica cappella, definita "rozzo ed indecoroso abituro" dal Sindaco di Avigliano: si trattava della "Chiesa Vecchia" dedicata alla Madonna del SS. Rosario, situata nella piazza dalla quale prende il nome.                                                            Ne era proprietario Don Andrea Pace, il quale invitava i fedeli a portare, ogni qual volta andassero ad ascoltare la messa, una pietra per la costruzione della chiesa. Costruita a tappe, in stile di fine Ottocento, fu portata a termine nel 1885 e fu ristrutturata negli anni successivi dai fratelli Pace, i quali si dichiaravano padroni della stessa. Vi era sì una cappella funzionante, ma per ragioni economiche non poteva essere dichiarata "Parrocchia".                                                                                                                                                            Solo nel 1905 Monsignor Ignazio Monterisi la eleva a dignità di Vicaria Perpetua con le frazioni di Filiano, Vaccaro, Montecaruso, Meccadinardo, Iscalunga, Latte, Luponio, Inforchia, Cerasale, Sterpeto, Giannattasio, e nello stesso anno, a spese della Società Daziaria di Filiano, fu eletto il fonte battesimale; successivamente un ulteriore ampliamento con il rivestimento in marmo dell'altare maggiore e la costruzione della sacrestia. Nel 1922 il Sig. Giuseppe Pace separò il presbiterio dalla navata con una ringhiera in ferro. Il campanile fu costruito solo nel 1930 grazie alle offerte del popolo e a una somma cospicua da parte del principe Andrea Doria Pamphili, signore di Lagopesole, installandovi anche due campane e l'orologio pubblico.                                                                            Soltanto nel 1949 la vicaria fu elevata a parrocchia e in questa occasione venne ricostruita la pavimentazione del presbiterio, come risulta dalla scritta ivi collocata.                                                                                                                                                                               A metà del XIX secolo, gli abitanti richiesero con insistenza la presenza di una parroco locale, date le difficoltà dei preti aviglianesi di giungere presso Filiano.                              Il primo parroco fu don Alessandro Santoro dal 1934 al 1965. A partire dal 1960, in seguito alla consacrazione della nuova chiesa, l'antica cappella da "Madonna del Rosario" è passata al culto di San Giuseppe. Nel 1978 a spese del Comune e alle offerte dei fedeli fu acquistata la statua di San Giuseppe.

#### Chiesa di Maria SS. del Rosario
Successivamente all'autonomia comunale, per i fedeli filianesi, dato il crescente sviluppo demografico, era necessaria la costruzione di una chiesa di dimensioni adeguate in modo da dare la possibilità a chiunque di poter essere presente alle principali funzioni religiose: l'inaugurazione avvenne l'11 settembre 1960 e venne dedicata alla Madonna del Rosario. La festa religiosa cade il 7 ottobre, quella civile la seconda domenica di agosto.
La chiesa è così strutturata: vi è una navata centrale che si collega a destra con la sacrestia e a sinistra con gli spazi per lo svolgimento delle attività liturgiche: il fonte battesimale, l'ambone e l'altare (lavorato in marmo come le sedute). La navata, infine, si conclude con la presenza di due statue in legno: a destra la Madonna del Rosario con il Bambino in braccio, a sinistra il Sacro Cuore della Passione di Gesù (più recente rispetto alla prima). Sulle pareti laterali della Chiesa sono presenti altorilievi in legno che raffigurano le quattordici stazioni della Via Crucis.

#### Chiesa di Maria SS. del Belvedere in Dragonetti
La chiesa venne costruita nel 1958 a cura dell'Ente di Sviluppo per la Riforma Fondiaria in Puglia e Lucania. Aiutò i centri cittadini numerosi che, nonostante ciò, non avevano una chiesa. A causa del terremoto del 1980, tuttavia, la chiesa subì numerosi danni: grazie alla generosa donazione di Giovanni Battista Pace ne fu costruita una nuova dedicata alla Madonna del Belvedere.
La festa religiosa cade il giorno dell'Ascensione di Gesù al Cielo.

#### Chiesa dell'Immacolata di Inforchia
La chiesa, una delle più antiche del comune, risale alla fine del secolo scorso. È dedicata alla Madonna dell'Immacolata: la festività cade annualmente il 1º maggio, nonostante la ricorrenza religiosa sia l'8 dicembre. La chiesetta era stata desiderata da un proprietario terriero per assicurare ai suoi coloni l'assistenza religiosa.

#### Chiesa di Sant'Antonio in Sterpito di Sotto e Sterpito di Sopra
La chiesa venne costruita nel 1979 sulle ceneri della vecchia cappella costruita dai contadini della zona di Sterpito di Sotto. La chiesa è molto particolare per l'entrata laterale e per la posizione dell'altare, laterale anch'esso. Il santo patrono (Sant'Antonio di Padova) viene festeggiato il 13 giugno.                                                                 Poco distante da questa, è presente una piccola chiesa, anch'essa dedicata a Sant'Antonio, in Sterpito di Sopra.

#### Chiesa del SS. Crocifisso in Scalera
La chiesa sorge nel contesto di un centro di servizi sociali costruito a cura dell'Ente di sviluppo in Puglia e Lucania. Fu costruita nel 1958 ed è caratterizzata da una forma esagonale con un camminamento a due lati dove è sistemata la sacrestia e un luogo adatto a ricevere confessioni. La festività ricorre nel mese di maggio, il giorno in cui la Chiesa ricorda l'esaltazione della Croce.

#### Chiesa di Sant'Antonio in Scalera
La chiesa sorge ai piedi dell'antico borgo ed è dedicata a Sant'Antonio. Costruita dai contadini su un terreno donato dai Doria nel 1938, è stata recentemente ristrutturata e viene utilizzata poche volte l'anno. La festività si celebra il 13 giugno.

### Architetture civili

#### Palazzo Corbo

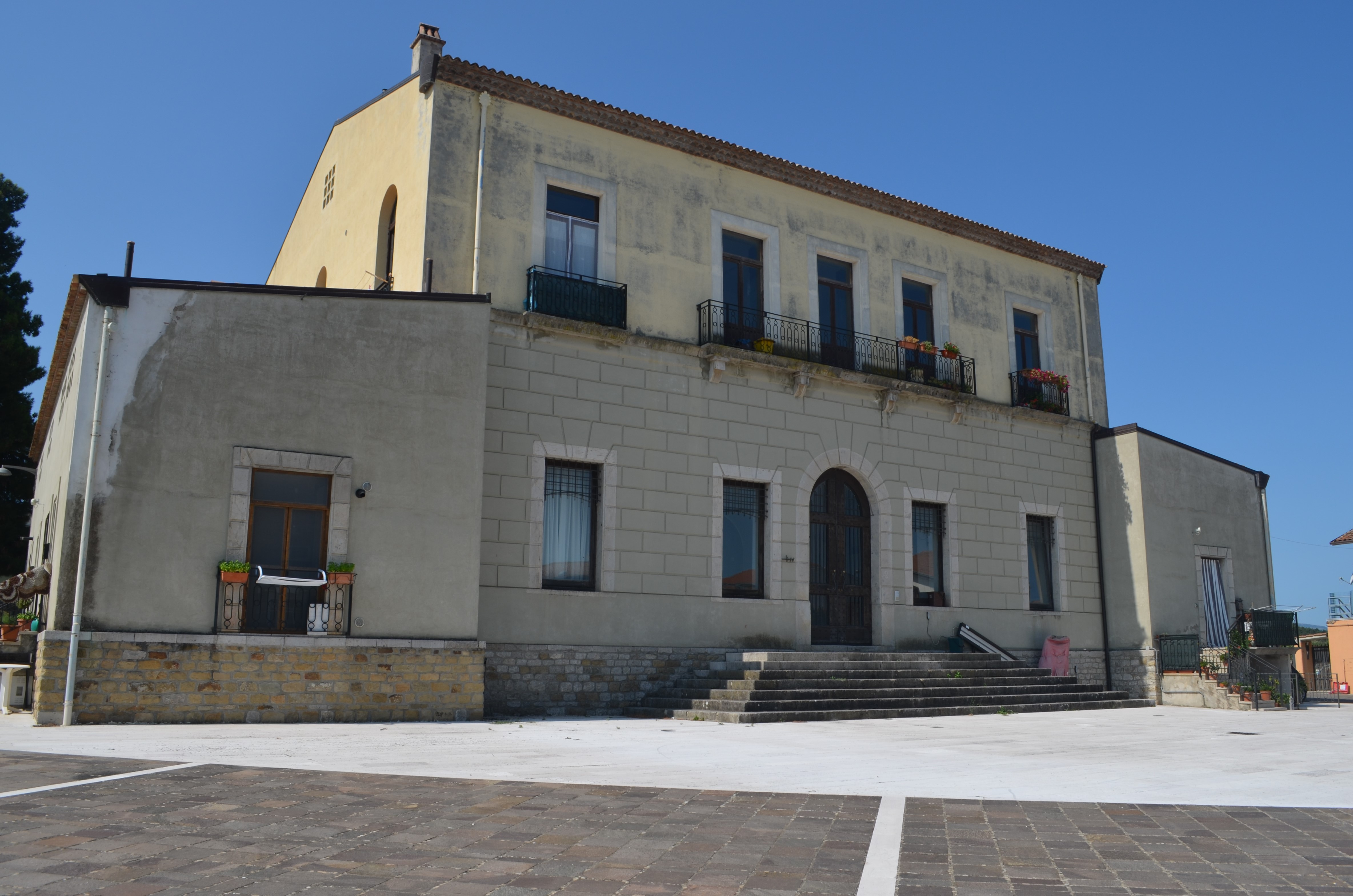
Palazzo Corbo

Situato nella piana di Iscalunga, luogo nel quale i Corbo di Avigliano concentravano i maggiori interessi economici, era la residenza estiva della famiglia e baricentro economico della Masseria, considerata tra le più avanzate dell'antico feudo di Lagopesole. Protagonista del grande sviluppo dell'azienda fu Giulio Corbo, esponente di spicco della famiglia avendo ricoperto incarichi politici di rilievo e per la sua innovativa attività economica, tanto da riuscire a ospitare nel 1846 nel palazzo di Iscalunga il re Ferdinando II di Borbone.
"L'oggetto della breve dimora prefissaci in Iscalunga, ne formavano le vaste tenute che vi possiede la casa Corbo di Avigliano, a centro delle quali ergesi vistoso edifizio fattovi costruire di recente, emulo in magnificenza ai più rinomati castelli del medio evo".
La decadenza della famiglia a partire dalla fine del XIX secolo determinò la perdita del palazzo il quale, assieme alla masseria, fu confiscato e affidato alla lega contadina di Lagopesole.
Solo di recente il palazzo è stato acquisito dal Comune di Filiano e successivamente ristrutturato. Oggi ospita al suo interno una sala convegni.

### Museo Carpini

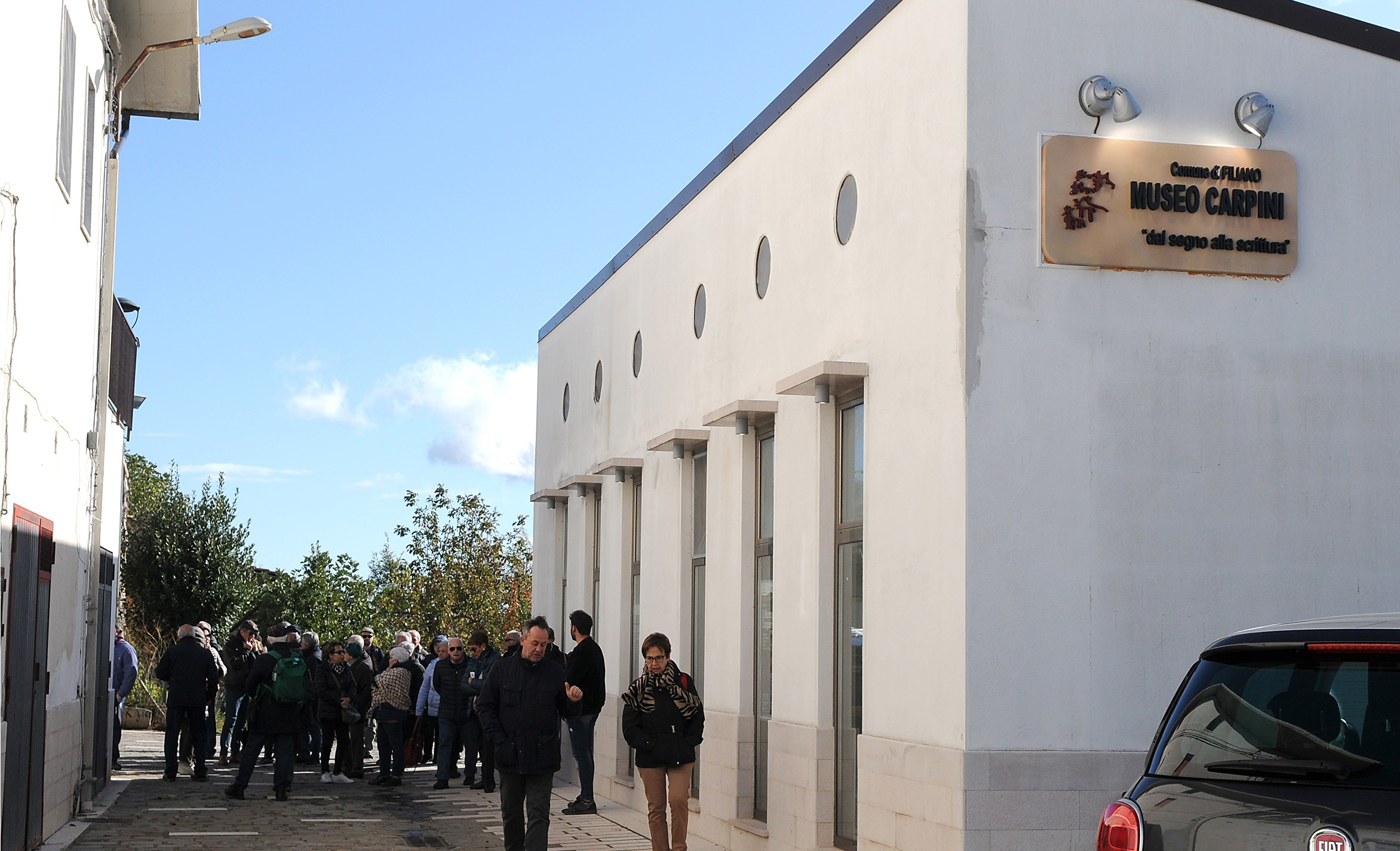
Esterno del museo Carpini

Nell'agosto 2019 è stato inaugurato il Museo Carpini "Dal segno alla scrittura, dalla selce al silicio", con lo scopo di divulgare la conoscenza del riparo e della riserva in cui si colloca. Il museo prevede:
- un percorso espositivo, caratterizzato da supporti e installazioni che illustrano l'evoluzione dal linguaggio figurato alla scrittura. Il percorso è caratterizzato da una serie pannelli in lingua italiana, inglese e braille che descrivono l'evoluzione del linguaggio nella storia. Un video e un cartone animato a fini didattici e una riproduzione a grandezza naturale del pannello pittorico;

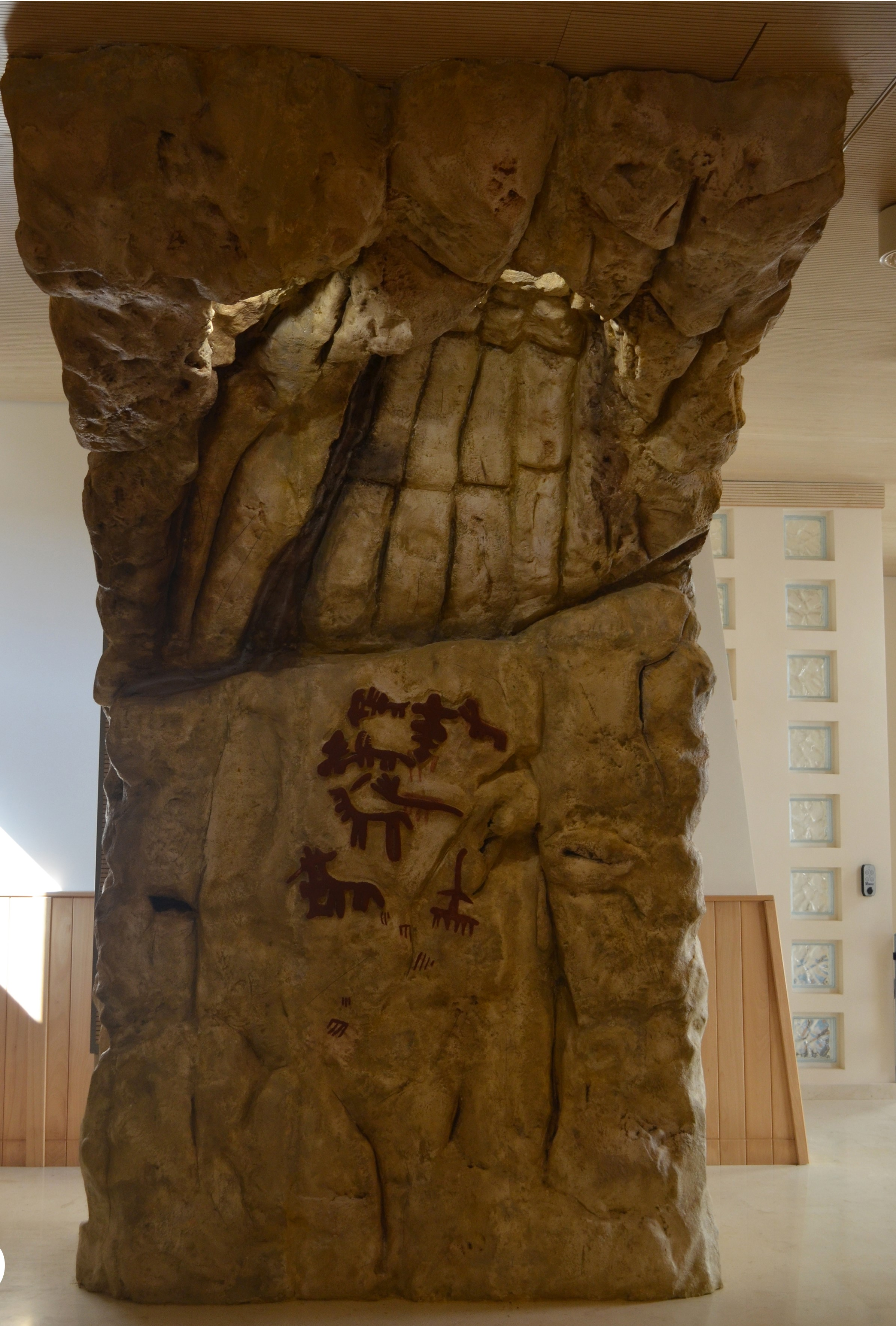
La riproduzione delle pitture rupestri del Riparo Ranaldi all'interno del museo Carpini.

- un laboratorio didattico;
- una sala conferenze.La riproduzione delle pitture rupestri del Riparo Ranaldi all'interno del museo Carpini.

### Monumenti

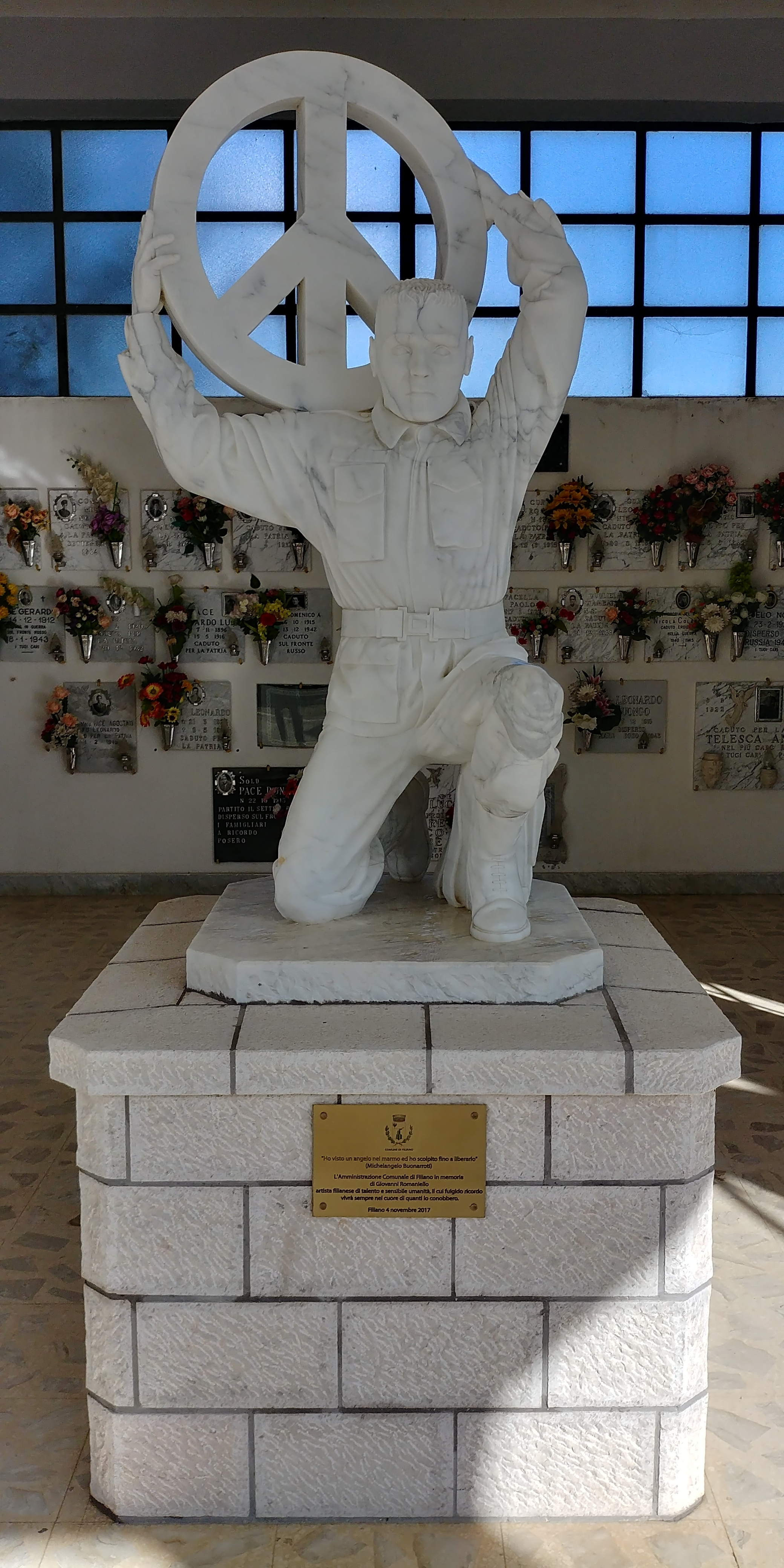
Statua marmorea raffigurante un soldato che sorregge il simbolo della pace (Giovanni Romaniello, 2001)

Nel Comune di Filiano si trovano due monumenti che ricordano i numerosi caduti dei due conflitti mondiali.
- Monumento ai Caduti (Villa Mancini, Filiano)

Monumento commemorativo per i caduti filianesi durante la prima e la seconda guerra mondiale. Realizzato nel 1973, è costituito da una lastra in pietra, sorretto da un altare, con la scritta "Filiano ai suoi caduti". Al di sopra è posta una statua che rappresenta una dea alata che innalza una spada circondata da una corona d'alloro.
- Monumento ai Caduti (Villa Belvedere, Dragonetti)

Lapide commemorativa in pietra eretta per ricordare i caduti delle due guerre mondiali.
- Statua marmorea (Cimitero di Filiano)

Nel sacrario dedicato ai soldati caduti in guerra, è collocata una statua in marmo realizzata dall'artista Giovanni Romaniello che raffigura un soldato inginocchiato mentre imbraccia il simbolo della pace.

### Sorgenti
Il territorio di Filiano è ricco di sorgenti, le quali hanno permesso l'antropizzazione stanziale delle prime popolazioni che hanno abitato il suolo filianese. Quasi il 40% delle sorgenti soddisfa il fabbisogno idrico del comune e rinvengono tutte ai versanti del Monte Caruso: San Leonardo, Cucchiariello, Acqua Bianca, Pietra Focaia, Tomasicchio, Taccone, Imperatrice e Ciminelle. Le ulteriori sorgenti non sono raccolte per le adduttrici di acqua potabile, ma sostentano le numerose fontane sparse per il territorio.
In passato, le fontane hanno svolto un importante ruolo di socializzazione tra le persone che vi si recavano: provvedevano all'abbeveraggio degli animali, come lavatoi e per attingere l'acqua a uso domestico; le donne, inoltre, pur continuando a lavorare, avevano tempo a disposizione per scambiare informazioni tra di loro e "fare pettegolezzi".
Tra le oltre cinquanta sorgenti se ne ricordano solo alcune: Canalicchio (Scalera), Agromonte (Scalera), Principe (Cancello della Filice), Imperatore (Serra Carriero), Dragonetti, Tornione (Inforchia), Filiano, Sterpito, Monte Caruso.
Di particolare interesse "terapeutico" sono le sorgenti di acque sulfuree di Contrada Scavariello e Contrada Gianturco, e quella di acqua ferruginosa di Agromonte.

### Fontane

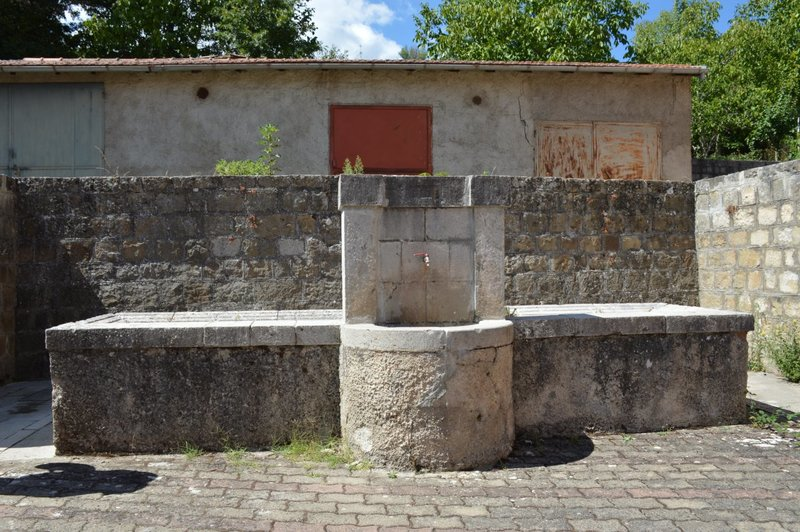
La fontana del "Parchitello"

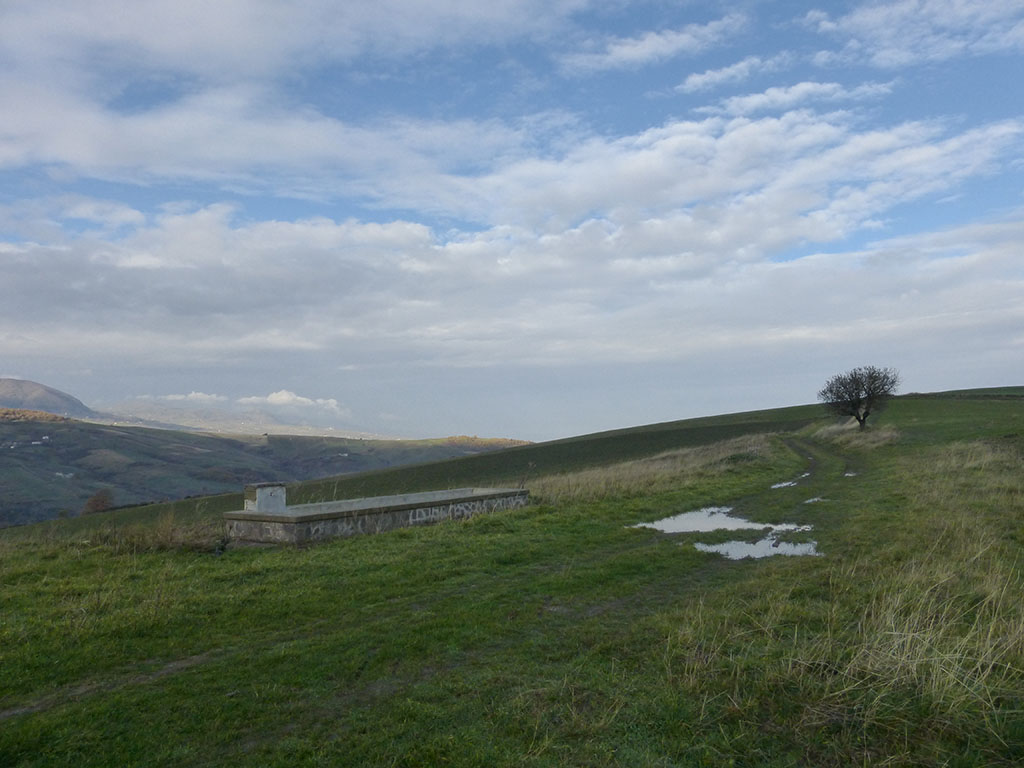
La fontana del tratturo comunale Serra Daini

L'abbondante presenza di sorgenti ha determinato l'edificazione di numerose fontane le quali, in un territorio prevalentemente adibito al pascolo e all'agricoltura, conservavano uno scopo prettamente funzionale alle attività quotidiane: abbeveraggio degli animali, raccolta acqua per le abitazioni, lavaggio dei panni.
Molte fontane inoltre si trovano a ridosso dei tratturi, poiché trattasi di tragitti molto frequentati da uomini e animali per la transumanza. Spesso sono state maestranze locali a lavorare all'edificazione. In ogni contrada del vasto territorio di Filiano se ne trova una:
- Fontana del "Parchitello" (Filiano): realizzata nel 1955 da maestranze locali, presenta i tratti tipici di una fontana rurale con lavatoio annesso;
- Fontana Villa Mancini (Filiano): situata nella villa comunale è stata edificata nel 1997 da un artigiano locale, come si può notare dall'incisione realizzata sulla pietra;
- Fontana del tratturo comunale Serra Daini: si trova sul tragitto del tratturo e aveva la funzione di abbeveraggio animali;
- Fontana della Sorgente Spacciaboschi (Riserva naturale antropologica Agromonte-Spacciaboschi);
- Fontana acqua sulfurea (Contrada Scavariello, Dragonetti): da qui sgorga acqua a uso terapeutico.

### Tratturi
Filiano ricade in un territorio nel quale l'unica via di comunicazione erano i tratturi (dal participio latino tractus): si tratta di arterie a fondo erboso o sterrato sulle quali avvenivano i grandi spostamenti della transumanza.
I tratturi di questo territorio sono più stretti rispetto a quelli, ben più larghi, dell'Abruzzo e della Puglia; la morfologia impervia del territorio, infatti, non rese possibile formare tratti larghi come quelli delle piane del Tavoliere.
Nel territorio di Filiano se ne riconoscono i seguenti:
- Tratturo comunale Meccadinardo (da Filiano ai piedi del castello di Lagopesole) di circa trenta metri: Filiani, sopra la masseria di Filiani, Molino di sopra, Filiano, sotto il ponte di Meccadinardo, [...] San Nicola[16];
- Tratturo comunale Serra Daini (da Inforchia, passa sopra Filiano e giunge a Montecaruso);
- Tratturo Pantani («con una lunghezza variabile da 5 a 7 metri, cominciava da Avigliano, saliva a Montecaruso e si univa al tratturo del Carmine, sotto la masseria Vaccaro»[17];
- Tratturo Inforchia (da Inforchia a Filiano);
- Tratturo Sterpito - Inforchia;
- Tratturo Padula Salice (da Iscalunga si ramifica in diversi tratturelli);
- Tratturo comunale Spina;
- Tratturo comunale Serra Cocozza;
- Tratturo comunale Croce Angelone;
- Tratturo Cucchiarone (passa sopra Carpini);
- Tratturo Imperatrice (passa sopra Vaccaro);
- Tratturo comunale delle Coste;
- Tratturo Piano di Sorba;
- Tratturo comunale Piano della Corda;
- Tratturo comunale Ripa Rosa;
- Tratturo Vallone Cucchetta;
- Tratturo comunale Varco della Creta.

Filiano, dunque, ricade in un territorio ricco di antiche strade frequentate da uomini e animali, simbolo della vocazione agricola di questo paese.

### Cipresso Calvo

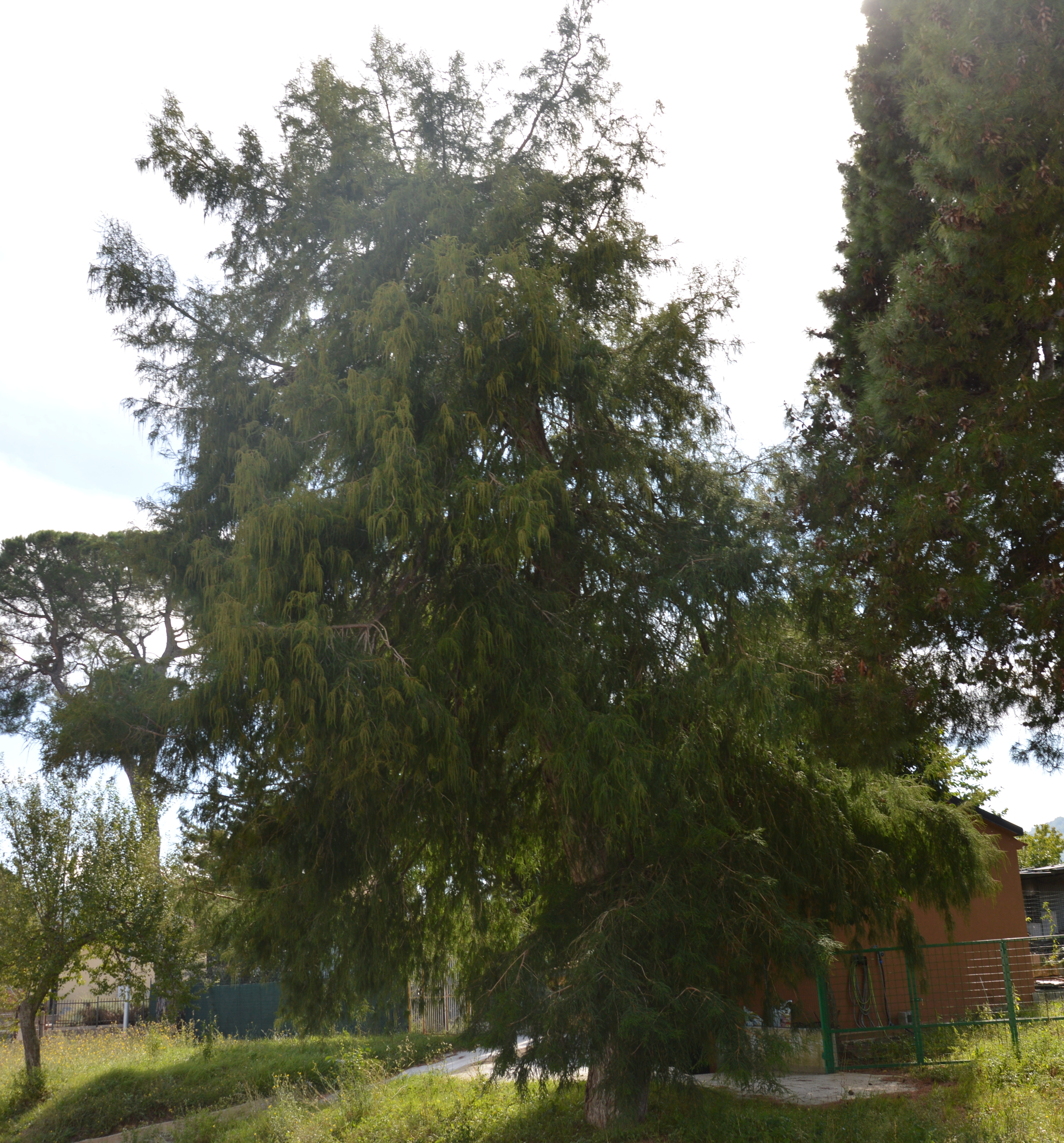
Il Cipresso Calvo

"Taxodium distichum" è la denominazione scientifica attribuita a questa tipologia di pianta che ritroviamo nel Comune di Filiano.
Il Cipresso Calvo è tra le poche conifere a fogliame deciduo e prende il nome del genere Taxodium (questo per il suo aspetto simile al Tasso). Proprio per questa ragione rientra nell'elenco delle piante da salvaguardare di particolare interesse naturalistico e paesaggistico (istituito in attuazione della legge regionale n. 42/1980) tuttavia, la pianta è stata erroneamente riportata come Tasso.
Riveste particolare importanza scientifica sia per l'habitat inusuale sia per le sue caratteristiche, la denominazione "C. Calvo" deriva dalla peculiarità di perdere interi rami (con le relative foglie) nella stagione autunnale, conservando solamente i rami principali.

## Società

### Evoluzione demografica
Abitanti censiti

#### Etnie e minoranze straniere
Nel Comune di Filiano al 1º gennaio 2021 risiedono 55 cittadini stranieri, pari al 1,95% della popolazione totale residente. La comunità più rappresentata è quella albanese.

### Lingue e dialetti
Filiano è stata una frazione di Avigliano fino al 1952, anno in cui divenne comune autonomo. Ciononostante, il dialetto filianese presentava delle sfumature diverse rispetto a quello parlato ad Avigliano già prima di diventare comune.
Si parla, quindi, di dialetto filianese, lingua che presenta al suo interno delle caratteristiche proprie:
- Presenza di una vocale indebolita, sia all'interno sia a fine parola: ë
- La consonante B diventa V. Il filianese presenta la B solo se è doppia o dopo M, altrimenti è V.
- La consonante D diventa R sia in principio sia a fine parola.
- La doppia L diventa: LL > ḍḍ
- G + E, I diventa > š
- G è pronunciata solo se doppia o dopo N, altrimenti è indebolita (g) > ɣ
- Presenza dell'articolo neutro Ru per i nomi di materia (pane, latte, vino)
- Propagginazione per la distinzione di nomi al femminile/plurale
- -NT non esiste, solo -ND.

l filianese presenta delle differenze rispetto all'aviglianese, ad esempio:
1. Culla: a Filiano 'nakə, ad Avigliano 'kunə
2. Partorire: a Filiano ak:a t:a lu krjaturə, ad Avigliano av‿a 'vutə
3. Piccolo d'età: a Filiano pet:ʃe'nin:ə, ad Avigliano tʃe 'nin:ə
4. Corredo: a Filiano ku'r:ɛtə, ad Avigliano 'r:ɔb:ə.[20]

### Religione

#### Parrocchie
Nel 1956 facevano parte della parrocchia di Maria SS. del Rosario: Dragonetti, Iazzi di Corbo, Scavariello, Pizzutella, Carciuso, Vaccaro, Sterpito di sotto - Forcillo, Sterpito di sopra - Rinaldi, Giannattasio, Luponio, Latte, Inforchia, Meccadinardo, Gianturco, Lella, Montecaruso, Iscalonga.
Ma l'estensione del territorio e la crescita della popolazione rappresentavano una grande difficoltà ai fini dell'apostolato, motivo per il quale il 26 giugno 1986 l'arcivescovo Giuseppe Vairo distacca alcune delle frazioni di Filiano dalla parrocchia del SS. Rosario, erigendo una nuova parrocchia nella località di Scalera, denominata Nostro Signore Gesù Cristo Crocifisso.

### Tradizioni e folclore
- L'11 febbraio si celebra la festa religiosa della Madonna di Lourdes. La manifestazione prevede inizialmente la recita del Rosario nella Cappella a lei dedicata e situata a Rione Pace (Filiano). Successivamente si svolge una processione con l'arrivo alla chiesa di San Giuseppe dove si celebra una Santa Messa. A conclusione di quest'ultima segue una processione di ritorno nella Cappella a Rione Pace.

Altre festività non prettamente pertinenti al calendario religioso trovano il loro cardine nel calendario agricolo o in tradizioni e usi pagani.
- Il carnevale

Il carnevale era una festività molto sentita dalla comunità, un momento di forte convivialità caratterizzato da festeggiamenti e condivisione di cibo. Alcune persone si vestivano da "tintle" (maschere fantasiose realizzate con abiti vecchi presenti in casa) e raccoglievano le provviste passando per le case degli abitanti del luogo. Dopo l'intero giro i "tintle" festeggiavano mangiando il cibo raccolto; il dono del cibo indicava capacità di socialità e solidarietà reciproca. In alcuni casi si realizzavano delle sfilate con dei carretti decorati.
- L‘uccisione del maiale

Questo specifico momento dell'anno, che avveniva solitamente in prossimità delle festività natalizie, veniva considerato dalla popolazione una vera e propria festività. Tale attività veniva svolta in questo specifico periodo poiché nei mesi freddi c'era la possibilità che le carni e i prodotti ricavati si conservassero più facilmente. A questa attività partecipava tutta la famiglia, gli amici e veniva coinvolto anche il vicinato. Si trattava di un momento di forte convivialità nel quale i compiti da svolgere erano ben divisi tra i partecipanti. Solitamente l'uccisione era riservata alla persona più anziana; si proseguiva con la pulizia e la suddivisione delle carni. Infine seguiva un banchetto che durava fino a tarda notte.

#### Giochi tradizionali
Nell'antica società contadina il tempo dedicato al gioco implicava la creatività e la fantasia. I giochi erano spesso manuali, realizzati solitamente in gruppo e per questo fortemente socializzanti e formativi. I giocattoli erano pochissimi e venivano costruiti dai bambini o dai loro familiari.
Di seguito alcuni dei giochi praticati nel territorio filianese:
- Lu strumele: il gioco della trottola caratterizzata da uno "spuntone" che permetteva alla trottola di girare su sé stessa. Si avvolgeva intorno alla trottola una cordicella che ne consentiva il movimento;
- La mazza a ppicule: per questo gioco occorreva una "mazza" di legno di poco più corta di una scopa e "nu piccule" un pezzo di legno molto corto e appuntito alle due estremità. "Lu piccule" veniva appoggiato a terra e colpito una prima volta con la mazza su una delle due estremità. Quando schizzava in aria veniva nuovamente colpito, con più violenza, per farlo arrivare il più lontano possibile. Vincitore risultava chi era riuscito a scaraventarlo alla maggiore distanza.
- La morra: il gioco della "morra" avveniva prevalentemente nelle cantine dove era stata messa la "frasca" ossia un ramoscello indicatore della vendita di vino nuovo, la posta in gioco era il vino stesso. Il gioco si poteva fare in due o più persone. Iniziava quando i componenti delle squadre pronunciavano un numero da 1 a 10 e contemporaneamente, con la mano, indicavano un numero diverso da quello pronunciato. Se la somma delle dita corrispondeva a un numero pronunciato da uno dei due giocatori il punto veniva assegnato a colui che l'aveva pronunciato. Si aggiudicava la vittoria la squadra che arrivava per prima a 11 o 16 punti.
- Tozzamuro: il gioco consisteva nel lanciare delle monete contro un muro, le quali rimbalzando tornavano indietro. La moneta che, rimbalzando e cadendo a terra, era distante non più del palmo di una mano da quelle lanciate precedentemente, permetteva al giocatore di vincere tre bottoni.

### Istituzioni, enti e associazioni
Le principali associazioni che operano nel Comune di Filiano sono le seguenti:
- Associazione Pro Loco Filiano;
- Protezione Civile Filiano Gruppo lucano;
- Croce Rossa Italiana;
- Avis Filiano;
- Caritas parrocchiale.

Le sopracitate associazioni, insieme ad altre, costituiscono la Consulta delle Associazioni.
Tra gli altri enti è presente il Comitato di Solidarietà di Filiano, di cui fanno parte le associazioni del territorio, che fornisce supporto alle famiglie in difficoltà.

### Eventi

#### Lu Muzz'c
"Lu muzz'c" è un evento tipico del comune di Filiano che si svolge il 17 agosto di ogni anno. La prima edizione si svolse nel 2004. Lungo le vie del corso principale viene realizzato un percorso eno-gastronomico attraverso il quale è possibile degustare le pietanze che i mietitori erano soliti consumare durante la giornata di lavoro.
Il percorso è scandito da sette "tappe" a cui corrispondono i piatti tipici:
- "Lu cantariedd" (pane bagnato con vino e cipolla): il primo pasto e veniva consumato prima dell'alba, quando iniziava l'attività di mietitura.
- "La luata 'r secch" o "ciambotta" (patate, zucchine, verdure, e altro ancora): la colazione.
- "Lu prime muzz'c" (un pezzo di pecorino, pane e uovo sodo): lo spuntino.
- "Lu ‘dinn" (pasta di casa con sugo di salsiccia): il pranzo.
- "La murenn'a" (frittata): pasto consumato nel pomeriggio.
- "La calata ‘r lu sole" (biscotto e un bicchiere di vino): ultimo pasto e consumato alle 19:30 circa, al tramonto.

Il lavoro, a volte, si prolungava sino a notte inoltrata e, allora, verso le 21:00 circa, vi era l'ultimo pasto della giornata con pane e affettati.

#### Via Crucis
La Via Crucis "vivente" di Filiano è una ricostruzione accurata e fedele alla descrizione evangelica degli ultimi istanti della vita terrena di Gesù di Nazareth organizzata dalla Pro Loco di Filiano. Ogni anno, dal 1984, circa una sessantina di figuranti sfilano per le strade principali del paese, sfondo principale della rappresentazione, con i costumi confacenti alla storia della Passione di Cristo. Le prime scene si svolgono sul sagrato della chiesa madre di "Maria SS. del Rosario", da cui i personaggi inizieranno il percorso delle quattordici stazioni.

## Cultura

### Istruzione

#### Scuole
Il plesso di Filiano, in seguito al dimensionamento scolastico introdotto nel 2012, fa parte dell'Istituto comprensivo "Federico II di Svevia" Avigliano frazioni - Filiano e ospita nel complesso ubicato in Piazza Autonomia la Scuola dell'Infanzia, la Scuola Primaria e la Scuola Secondaria di primo grado.

#### Biblioteche
La Biblioteca comunale di Filiano, situata nel Centro sociale "Prof. G. Lorusso", è gestita dal 1998 dalla Pro Loco in convenzione con il Comune. Oltre al servizio di prestito, dispone di una sala studio e di un Internet Social Point. Inoltre la biblioteca è iscritta al Polo regionale SBN di Basilicata, utile a fini della ricerca digitale.

### Cucina
La tradizione culinaria di Filiano affonda le proprie origini sulla tradizione agricola del territorio. A caratterizzarla sono svariate ricette raccolte dai ricordi popolari, come l'Acquasala, la Ciambotta, la Carchiola, i Cauzunciedd cu la recotta, la Paparotta, la Cipuddata, Baccalaie cu i peprinie roseca roseca, cusciniedde, mustazzuole.

## Geografia antropica

### Urbanistica
Il centro abitato si sviluppa a doppio pettine lungo il corso principale, il quale congiunge il nucleo originario di Filiano centro, ovvero la zona in cui è situata la chiesa di San Giuseppe, con il versante nord dell'abitato, costruita negli anni sessanta del Novecento, la parte della chiesa di Maria SS. del Rosario. Le abitazioni del centro abitato sono per la maggiore caseggiati di origine rurale, costruite in pietra a uno o due piani, caratteristiche della Valle di Vitalba.
Un importante lavoro pubblico realizzato negli anni settanta ha permesso altresì di unire il paese con il centro storico di Filiano (Rione Pace), sino a quel tempo divisi dal Fosso Chiarrone del vallone Imperatrice, dal quale è scaturito un volto completamente nuovo per l'abitato; la copertura del fosso ha consentito la realizzazione della villa comunale e degli impianti sportivi e, a partire dagli anni settanta, si è dato il via all'espansione dell'abitato nella zona al di sopra della villa comunale, denominata Zona Parco, che costituisce oggi una numerosa area abitativa.
Il Comune di Filiano si contraddistingue per una particolare composizione antropica, infatti oltre al descritto capoluogo comunale presenta più di cinquanta tra frazioni e contrade.

### Frazioni

#### Dragonetti
Dragonetti è la seconda frazione per numero di abitanti del Comune di Filiano ed è situata a 540 metri sul livello del mare, sul versante sud-ovest del bosco della Pennara.
I primi insediamenti si riconducono alla presenza di pastori e contadini aviglianesi che, grazie alla concessione dei Doria, ottennero la possibilità di coltivare e rendere fertili terreni incolti nella zona dell'attuale frazione.
L'assetto urbano, intensificatosi man mano nel secondo dopoguerra e arrestatosi con l'emigrazione degli anni 1960 e 1970, si è esteso intorno a un nucleo di case edificate nel XIX secolo nella zona superiore alla odierna piazza Belvedere. Da quel piccolo borgo, man mano, l'odierna frazione si è sviluppata a grappolo, fino a espandersi lungo la strada provinciale che l'attraversa. L'Ente di Sviluppo, inoltre, negli anni cinquanta del secolo scorso, effettuò interventi di urbanizzazione attraverso la riforma fondiaria, tra cui la costruzione della scuola elementare e della chiesa; la prima, venne demolita dopo i danni subiti dal terremoto del 1980 e fu ricostruita sullo stesso sito, perdendone la funzione primaria diventando edificio pubblico al servizio della comunità. La seconda, dedicata a Maria SS. del Belvedere venne costruita a cura dell'Ente di Sviluppo nel 1958, per assicurare l'assistenza religiosa agli assegnatari; anch'essa vittima del terremoto del 1980, fu ricostruita e ampliata negli anni 1990 con l'aggiunta di un centro sociale. Nella frazione sono presenti un ufficio postale e la sede comunale della Protezione Civile.
Di particolare interesse sono le numerosi sorgenti che alimentano fontane e lavatoi, realizzate dalle maestranze locali con pietre del posto ben scalpellate. La sorgente della piazza Belvedere, che è raggiungibile percorrendo il breve tunnel che dalla fontana-lavatoio sottostante la piazza, conduce a essa e si presenta con il tetto a volta e con tre vasche di raccolta e decantazione di cui una, quella più in fondo, raggiungibile da un piccolo corridoio che costeggia le altre due è la sorgente, dove, dal pavimento sgorga l'acqua insieme a bolle d'aria, creando un ambiente e un'atmosfera molto particolare. Da assaggiare, invece, è quella di c.da Monaco di acqua sulfurea dalle proprietà "terapeutiche".
Curiosa è l'etimologia della frazione che, al contrario di altre, possiede un'origine particolare e complessa; molto spesso, infatti, il soprannome di una famiglia insediatasi in una contrada veniva assunto come toponimo identificativo di quest'ultima. Non è il caso di Dragonetti, il cui nome molto probabilmente è riconducibile a un certo Dragonetto Vaccaro, individuo cresciuto ad Avigliano tra il XVI e il XVII secolo e che risulta presente in un atto rogato del 1610 dal notaio Francescantonio De Masio.

#### Scalera
La frazione di Scalera, con circa 800 abitanti, è la frazione più a nord e più popolata del comune di Filiano ed è situata tra il bosco di "Agromonte-Spacciaboschi" e il monte "La Toppa" a un'altitudine di circa 700 m s.l.m.
I primi insediamenti si devono alla presenza di contadini e pastori aviglianesi che ottennero la possibilità di coltivare e rendere fertili i terreni incolti, questo grazie alla concessione dei "Doria". L'attuale abitato si è sviluppato intorno ai caseggiati costruiti dei Doria nel XIX secolo e, successivamente, le case diedero vita alle odierne contrade satellite della frazione di Scalera. La più estesa è denominata "Scalera Centro", vi sono poi: Palladino, Macchia-Grottone, Parlapiano, Canestrella, Bafundi, Casone Perazzi, Piano della Spina, Capitunno.
Negli anni cinquanta, per migliorare le condizioni di vita degli abitanti, l'Ente di Riforma Agraria fece edificare delle scuole anche nella frazione di Scalera, oltre al presidio sanitario, i locali per le poste e la costruzione della chiesa del SS. Crocifisso. Quest'ultima è quindi più recente rispetto alla chiesa dedicata a Sant'Antonio, costruita interno al 1937-39.
Scalera ha una stazione ferroviaria a nome di Forenza che permette rapidi collegamenti con il capoluogo di regione (Potenza) e con i comuni nelle vicinanze.

#### Sterpito
La frazione di Sterpito, suddivisa tra Sterpito di Sotto e di Sopra, e le contrade di Giannattasio e Capanne Rinaldi ricadono nel bacino del torrente Sterpeto. Il toponimo deriva dal latino stirps (tronco secco) probabilmente a causa della natura spinosa del luogo.                                                                                                                          Il borgo trae origine dalla colonizzazione degli aviglianesi, i quali costruirono le prime abitazioni in questo lembo di territorio e progressivamente vi si insediarono più stabilmente.                                                                                                                                                                                                                                         Caratteristiche sono le costruzioni in pietra che riguardano gran parte delle abitazioni, costruite in muratura da artigiani locali.                                                                                 La suddivisione amministrativa del 1806 assegnò Sterpito al Comune di Atella, territorio con il quale non vi era alcun legame affettivo. La frazione ha poi manifestato più volte il desiderio di ricongiungersi con Avigliano, da cui provenivano i suoi abitanti e inoltre avevano mantenuto inalterati legami affettivi. Si fece promotore dell'iniziativa politica di separazione Giustino Fortunato, infatti afferma «anche Atella ad unanimità di voti non solo aderiva al distacco ma si dimostrava interessato quasi a disgravarsi di un peso». Le condizioni sussistevano perciò, con decreto reale, «la borgata Sterpito cesserà di far parte del comune di Atella, e sarà aggregata al comune di Avigliano».
Nel 1951, quando Filiano ottenne l'autonomia dal Comune di Avigliano, la frazione di Sterpito cambierà nuovamente circoscrizione comunale ed entrerà a far parte del nuovo Comune di Filiano.
La frazione, che al tempo della causa separatista di Filiano contava circa 500 abitanti, ha subito nel corso degli anni un imponente fenomeno di emigrazione verso Filiano e altri centri limitrofi, che ha causato un considerevole spopolamento.

#### Inforchia
La frazione di Inforchia si colloca ai margini di una pianura alluvionale che circa 600 000 anni fa era invasa da un lago, il cosiddetto "bacino di Atella", a oggi non più esistente. Il borgo di Inforchia si caratterizzava per un caseggiato compatto e quadrato con tipologia edilizia del XVIII secolo le case presentavano al piano terra spazi adibiti a stalle: dalla tipologia delle stalle, "fuorch", probabilmente deriva la toponomastica Inforchia. Il borgo, dopo il terremoto del 1980, è stato completamente demolito e ricostruito.
Inforchia presenta due contrade: Don Ciccio il cui nome deriva da Francesco Corbo che ne ereditò il latifondo nel XIX secolo; Tittarella che si colloca lungo il Regio Tratturo di Serra dei Daini, circondato da vigneti, vide nascere la sua prima abitazione alla fine del 1800. Sul territorio, a ridosso del Torrente Sterpito, sono presenti una serie di grotte artificiali, utilizzate dai tempi remoti, per la conservazione di generi alimentari e ricoveri per animali.

#### Le contrade
La popolazione filianese è divisa tra l'abitato centrale, Filiano, e più di cinquanta tra frazioni e contrade. Di seguito l'elenco delle contrade pertinenti all'abitato di Filiano centro:
- Belvedere
- Caluscio
- Cammarota (masseria)
- Canestrelle
- Carpini
- Case Vecchie (masseria)
- Casone Perazzi
- Coste di Corbo
- Cugno della Sorba
- Don Ciccio
- Favale
- Ferarra
- Fontana Gualana
- Ghiasti
- Gianturco
- Iazzi Vernili
- Imperatrice
- Inforchia
- Interluzzi
- Iscalunga
- La Cerasa
- Latte
- Lella
- Letizia
- Lorusso
- Luponio Inferiore
- Luponio Superiore
- Grottone
- Macchia
- Martiniello
- Masseria Santoro
- Meccadinardo
- Mulino del Principe
- Palladino
- Pantone di Riccio
- Parlapiano
- Piano della Spina
- Santoro (masseria)
- Scalo Filiano
- Tittarella
- Vaccaro
- Verrastro

## Economia
Cereali (grano, avena, orzo), uva e ortaggi sono i principali prodotti agricoli. Si attesta anche la presenza di allevamento (a oggi fortemente ridotto) di ovini, centrale per la produzione del pecorino. È presente sul territorio un impianto per la molitura dei cereali e la vinificazione (vino aglianico e malvasia).
Il Pecorino è un prodotto tipico della zona (pecorino di Filiano), il quale ha ottenuto la Denominazione di Origine Protetta; la prima domenica di settembre si svolge la mostra-mercato del formaggio pecorino e dei prodotti lattiero-caseari.

## Infrastrutture e trasporti

### Strade
Le principali arterie stradali che interessano il territorio di Filiano sono le seguenti:
- Strada statale 658 Potenza-Melfi;
- Strada statale 93 Appulo-Lucana.

### Ferrovie
Il Comune di Filiano è attraversato dalla linea Potenza-Foggia. Nel suo territorio ricadono due tra stazioni e fermate: nella frazione Scalera è presente la stazione ferroviaria denominata Forenza e, situata nella frazione Piano del Conte, la fermata di Filiano.

## Amministrazione
Filiano ottenne l'autonomia da Avigliano con D.P.R. pubblicato in Gazzetta Ufficiale il 13-09-1951 e, per rendere operativo il nuovo ente comunale, fu incaricato il prefetto di Potenza, il quale nominò un commissario prefettizio. A partire dal 1º gennaio 1952 il Comune di Filiano iniziò a operare ufficialmente come organo autonomo. 
Le prime elezioni amministrative di Filiano si tennero il 25 maggio 1952.
| Periodo           | Periodo           | Primo cittadino      | Partito                                                  | Carica                  | Note            |
| ----------------- | ----------------- | -------------------- | -------------------------------------------------------- | ----------------------- | --------------- |
| 26 novembre 1951  | 7 giugno 1952     | Michele Pergola      |                                                          | Commissario prefettizio |                 |
| 8 giugno 1952     | 10 giugno 1956    | Leonardo Luigi Rosa  | Partito Comunista Italiano - Partito Socialista Italiano | Sindaco                 |                 |
| 11 giugno 1956    | 19 novembre 1956  | Antonino Pace        | Democrazia Cristiana                                     | Sindaco                 |                 |
| 20 novembre 1960  | 8 dicembre 1964   | Antonino Pace        | Democrazia Cristiana                                     | Sindaco                 | Secondo mandato |
| 8 dicembre 1964   | 8 dicembre 1968   | Antonino Pace        | Democrazia Cristiana                                     | Sindaco                 | Terzo mandato   |
| 15 febbraio 1968  | 14 marzo 1968     | Giulio Della Volpe   |                                                          | Commissario prefettizio |                 |
| 15 marzo 1968     | 7 dicembre 1968   | Gaetano Santoro      |                                                          | Commissario prefettizio |                 |
| 8 dicembre 1968   | 5 dicembre 1973   | Donato Bardi         | Partito Socialista Italiano                              | Sindaco                 |                 |
| 6 dicembre 1973   | 23 giugno 1979    | Donato Bardi         | Partito Socialista Italiano                              | Sindaco                 | Secondo mandato |
| 24 giugno 1979    | 9 luglio 1983     | Donato Bardi         | Partito Socialista Italiano                              | Sindaco                 | Terzo mandato   |
| 10 luglio 1983    | 27 giugno 1988    | Donato Bardi         | Partito Socialista Italiano                              | Sindaco                 | Quarto mandato  |
| 28 giugno 1988    | 19 giugno 1993    | Donato Zaccagnino    | Partito Comunista Italiano - Democrazia Cristiana        | Sindaco                 |                 |
| 20 giugno 1993    | 3 maggio 1997     | Donato Antonio Pace  | Partito Socialista Italiano                              | Sindaco                 |                 |
| 4 maggio 1997     | 25 maggio 2001    | Donato Antonio Pace  | L'Ulivo                                                  | Sindaco                 | Secondo mandato |
| 26 maggio 2001    | 15 giugno 2006    | Salvatore Maio       | Centro-Sinistra                                          | Sindaco                 |                 |
| 16 giugno 2006    | 19 novembre 2009  | Leonardo Santarsiero | L'Ulivo                                                  | Sindaco                 |                 |
| 20 novembre 2009  | 29 marzo 2010     | Mauceri              |                                                          | Commissario prefettizio |                 |
| 30 marzo 2010     | 31 maggio 2015    | Giuseppe Nella       | Lista civica per Filiano                                 | Sindaco                 |                 |
| 1º giugno 2015    | 20 settembre 2020 | Francesco Santoro    | Lista civica Democrazia partecipata Filiano              | Sindaco                 |                 |
| 21 settembre 2020 | in carica         | Francesco Santoro    | Lista civica Filiano in comune                           | Sindaco                 | Secondo mandato |

## Sport

### Calcio
La principale squadra di calcio è L’ASD Filiano 2023 iscritta al campionato di Prima Categoria Lucana.

### Impianti sportivi
A Filiano sono presenti diversi campi adibiti allo sport, tutti concentrati nella medesima area impiantistica: il campo sportivo comunale, in terra battuta, con capienza di circa 400 spettatori; il campo di calcio a 5; il campo da tennis.
Un campo da calcio è presente anche nella frazione Scalera.